# Gerador de tecnécio-99m
Um gerador de tecnécio é um dispositivo a partir do qual pode-se retirar o radioisótopo tecnécio-99m (Tc-99m) proveniente do decaimento radioativo do radioisótopo molibdênio-99 (Mo-99). O tecnécio-99m é utilizado na produção de radiofármacos usados em medicina nuclear com finalidades diagnósticas, respondendo por 80% a 90% de todos os exames diagnósticos deste tipo.
O tecnécio-99m possui uma meia vida de apenas 6 horas, o que é uma característica positiva em se tratando de radiofármacos, pois minimiza a dose de radiação que o paciente recebe durante o exame diagnóstico. Porém esta mesma característica torna-se um problema logístico, em função do tempo gasto no transporte do local de produção até os hospitais nos quais ele será utilizado. O gerador permite que o tecnécio seja produzido no local em que vai ser utilizado.

## História

Esquema do decaimento radioativo do Mo-99 para o Tc-99m.

O gerador de Tc-99m foi desenvolvido nos laboratórios do Brookhaven National Laboratory, em Nova York (E.U.A), na divisão Hot Lab, principalmente por Walter Tucker e Margaret Geene em 1958 e seu uso na área médica foi promovido por Powell Richards, sendo que o primeiro pesquisador médico a usar o Tc-99m foi Calire Shellbarger do Departamento Médico de Brookhavem no início de 1960.

## Mecanismo de funcionamento

Diagrama típico de um gerador de tecnécio-99m.

No gerador, o Mo-99 (que possui uma meia vida de 65,94 h), decai para o Tc-99m (com meia vida de 6,02 h). Como a meia-vida do Tc-99m é muito mais curta, os dois radioisótopos atingem o equilíbrio secular e assim a taxa de produção do Tc-99m é aproximadamente constante.

Gráfico apresentando a variação do número de núcleos de Tc-99m em função do tempo. Linha verde = Tc-99m puro; linha vermelha= Tc-99m no gerador (juntamente com o Mo-99); linha azul = Tc-99m no gerador com eluições a cada 12 horas.

O gerador é composto por uma coluna cromatográfica empacotada com alumina (Al2O3) onde encontra-se adsorvido, por afinidade eletrônica, o Mo-99, na forma de molibdato (99MoO4). Quando o Mo-99 decai para Tc-99m, forma-se o composto pertecnetato  (99mTcO4). O pertecnato tem baixa afinidade pela alumina e é posteriormente extraído na forma química de pertecnetato de sódio (NaTcO4), a partir da injeção de uma solução salina (NaCl 0,9%) no gerador. A coluna é fechada em ambas as extremidades e possui duas agulhas que permitem a entrada e saída do eluente (NaCl). O frasco do eluente é então conectado à agulha de entrada e o frasco coletor (estéril) que está, inicialmente, em vácuo é conectado à agulha de saída. Dessa forma, a diferença de pressão, empurra o eluente pela coluna de alumina, sendo, posteriormente, recolhido no frasco coletor. O gerador é blindado com chumbo para evitar exposições acidentais e proteger o operador.
Tipicamente, o tempo de eluição é da ordem de 50 segundos e o volume iluído é de 6 ml. A máxima concentração radioativa de Tc-99m é alcançada após um intervalo de 24 h entre as eluições. Porém, eluições em intervalos menores também são possíveis.

## No Brasil
De acordo com a legislação brasileira, os radiofármacos com meia vida superior a duas horas tem a produção como monopólio da União sendo fornecidos pela Comissão Nacional de Energia Nuclear (CNEN). Sendo que o gerador de Tc-99m é produzido exclusivamente pelo Instituto de Pesquisas Energéticas e Nucleares (IPEN).